# Klofningur (ö)
Klofningur är en ö i republiken Island. Den ligger i regionen Västlandet, 60 km norr om huvudstaden Reykjavík. Öns area är omkring två hektar och längden 320 meter i nordnordostlig riktning.